# Wikiquote
Wikiquote er en online citatsamling med åbent indhold, citatsamlingen er oprettet i samarbejde mellem brugerne. Wikiquote styres af Wikimedia, en non-profit fond oprettet specielt til formålet.
- Den Danske Wikiquote
- Den Engelsksprogede Wikiquote